# Ключ 160
Ключ 160 (трад. и упр. 辛) — ключ Канси со значением «горький»; один из 20, состоящих из семи штрихов.
В словаре Канси есть 36 символов (из 49 030), которые можно найти c этим радикалом.

## История
Истинное происхождение иероглифа определить достаточно сложно, поскольку существует несколько совершенно различных версий:
- Древняя идеограмма изображала рот и какое-то растение, вкус которого был горький и острый.
- В древнекитайской циклической знаковой системе исчисления тяньган (辛) представляет собой восьмой Небесный стержень.

В современном языке иероглиф используется в значениях: «терпкий, острый», «тяжелый, страдный», «горький, скорбный».
В качестве ключевого знака иероглиф используется редко.
- Вид в малой печати Чжуаньшу

В словарях находится под номером 160.

## Примеры иероглифов
| Доп. штрихи | Иероглифы         |
| ----------- | ----------------- |
| 0           | 辛                |
| 5           | 辜 辝             |
| 6           | 辞 辟 辠          |
| 7           | 辡 辢 辣          |
| 8           | 辤                |
| 9           | 辥 辦 辧 辨 辩 辪 |
| 10          | 辫                |
| 11          | 辬                |
| 12          | 辭                |
| 14          | 辯                |

- Примечание: Ваш браузер может отображать иероглифы неправильно.